# Amtsgericht Eisfeld
Das Amtsgericht Eisfeld war ein von 1879 bis 1952 bestehendes Amtsgericht der ordentlichen Gerichtsbarkeit mit Sitz in der thüringischen Stadt Eisfeld. Vorläufer des Amtsgerichtes waren zwischen 1829 und 1850 das Land- und Stadtgericht Eisfeld sowie in der Zeit 1850 bis 1879 das Landgericht Eisfeld.

## Geschichte
Im Jahre 1829 wurden im damaligen Herzogtum Sachsen-Meiningen Verwaltung und Justiz getrennt und die bisherigen Ämter aufgehoben. So bildete man aus dem bisherigen Amt Eisfeld mit der Stadt Eisfeld, dem Marktflecken Unterneubrunn sowie den Dörfern Biberschlag, Brattendorf, Brünn, Crock, Einsiedel, Engenstein, Ernstthal, Fehrenbach, Friedrichshöhe, Gabel, Gießübel, Goßmannsrod, Herbartswind, Heubach, Hinterrod, Hirschendorf, Lichtenau, Merbelsrod, Neustadt am Rennsteig (mit Kahlert), Oberneubrunn, Oberwind, Poppenwind, Saargrund, Sachsendorf, Schirnrod, Schnett, Schwarzbach, Schwarzenbrunn mit (Sophienau), Stelzen, Steudach, Tellerhammer, Tossenthal, Waffenrod und Weitesfeld das Land- und Stadtgericht Eisfeld. Am 1. Dezember 1850 wurde dieses Gericht in eine Kreisgerichtsdeputation des Kreisgerichtes Hildburghausen unter der Bezeichnung Landgericht Eisfeld umgewandelt. An die Stelle des Landgerichtes trat am 1. Oktober 1879 anlässlich des Inkrafttretens des Gerichtsverfassungsgesetzes das Amtsgericht Eisfeld, dessen Bezirk dabei um die vom Kreisgericht Hildburghausen abgetrennten Gemeinden Bockstadt und Harras sowie um den bisher zur Kreisgerichtsdeputation Schalkau gehörenden Ort Heid erweitert wurde. Nächsthöhere Instanz war seitdem das Landgericht Meiningen. Die im Zuge der Bildung des Freistaates Thüringen nötig gewordene Justizreform führte am 1. Oktober 1923 zur Abgabe von Neustadt am Rennsteig an das Amtsgericht Gehren.
Am 1. Januar 1952 wurden das Amtsgericht Eisfeld aufgehoben und sein gesamter Bezirk dem Amtsgericht Hildburghausen zugewiesen.